# 福建省政府
福建省政府（ふっけんしょうせいふ）は、中華民国の第一級行政区画の1つである福建省の行政機関。1927年（民国16年）7月3日に福建省政治委員会を改組して設置された。
1940年代の国共内戦の影響で台湾省に移転し、1996年（民国85年）1月15日に福建省内の金門県金城鎮に再び移転した。1998年（民国87年）に台湾省政府と福建省政府の組織・業務は大幅に縮小されて事実上行政院の出先機関とされ、地方自治機関としての権限を失った（虚省化）。
2019年（民国108年）1月1日、福建省政府は予算がゼロとされて事実上廃止され、職員と業務は2017年（民国106年）1月17日に設置された行政院金馬聯合服務中心へ移管された。
省政府は中華民国憲法で定められた機関であり、憲法改正を経ずに廃止することはできないため、福建省政府は2024年（民国113年）現在も名目上存在している。

## 沿革
1937年（民国26年）の日中戦争開戦以前、福建省政府は閩侯県に設置されていた。1938年（民国27年）に永安県（現：永安市）へ移転され、終戦後に林森県へ戻された。1946年（民国35年）、林森県の一部を分割して福州市が設置され、福建省政府の所在地は福州市となった。
1949年（民国38年）8月17日、福州市は中国人民解放軍に占領され、福建省政府は中華民国国軍と共に福州市から金門県に移った。1956年（民国45年）7月、中華民国が実効支配を保っていた福建省の一部（金馬地区）の戦地政務実施に伴って福建省政府は組織を縮小した上で台湾省台北県新店郷（現：新北市新店区）へ移転した。
1992年（民国81年）11月7日、金馬地区の戦時政務が終了し、1996年（民国85年）1月15日に福建省政府は金門県に戻されたが、組織は縮小されたままだった。
2017年（民国106年）1月3日、行政院が定めた「行政院金馬聯合服務中心設置要點」が発効した。同年1月17日に行政院金馬聯合服務中心が業務を開始し、省政府主席が中心主任を、省政府秘書長が執行長を兼任した。2018年（民国107年）6月28日、行政院は福建省政府の2019年（民国108年）以降の予算をゼロとして実質的に廃止することを決定した。これにより、福建省政府は2019年1月1日以降、組織としての実態を持たない名目上の存在となった。

## 歴代首長
福建省政府の首長は、官選の福建省政府主席である。略して福建省主席とも称される。
| 代   | 氏名   | 写真 | 所属政党   | 在任期間                       | 備考                                                                         |
| ---- | ------ | ---- | ---------- | ------------------------------ | ---------------------------------------------------------------------------- |
| 1    | 楊樹荘 |      | 中国国民党 | 1927年5月1日 - 1932年12月7日   | 海軍部長との兼任                                                             |
| 代理 | 陳乃元 |      | 中国国民党 | 1929年2月5日 - 1930年1月6日    | 楊樹荘の病気による長期不在のため、省民政局長が省主席代理を務めた。           |
| 代理 | 方聲濤 |      | 中国国民党 | 1930年1月6日 - 1932年12月7日   | 楊樹荘の病気による長期不在のため、省民政局長が省主席代理を務めた。           |
| 2    | 蔣光鼐 |      | 中国国民党 | 1932年12月7日 - 1933年12月20日 | 楊樹荘の病気による長期不在のため、省民政局長が省主席代理を務めた。           |
| 3    | 陳儀   |      | 中国国民党 | 1934年1月12日 - 1941年8月28日  |                                                                              |
| 4    | 劉建緒 |      | 中国国民党 | 1941年8月28日 - 1948年9月16日  |                                                                              |
| 5    | 李良栄 |      | 中国国民党 | 1948年9月16日 - 1949年1月20日  |                                                                              |
| 6    | 朱紹良 |      | 中国国民党 | 1949年1月20日 - 1949年10月4日  |                                                                              |
| 代理 | 方治   |      | 中国国民党 | 1949年8月18日 - 1949年9月30日  | 朱紹良が福州から澎湖に逃れたため、国民大会代表が金門にて省主席代理を務めた。 |
| 代理 | 黄金濤 |      | 中国国民党 | 1949年9月30日 - 1949年11月23日 | 省建設庁長が省主席代理を務めた。                                             |
| 7    | 胡璉   |      | 中国国民党 | 1949年12月4日 - 1955年2月1日   |                                                                              |
| 8    | 戴仲玉 |      | 中国国民党 | 1955年2月1日 - 1986年5月21日   |                                                                              |
| 9    | 呉金贊 |      | 中国国民党 | 1986年6月20日 - 1998年2月10日  | 立法委員との兼任                                                             |
| 10   | 顔忠誠 |      | 中国国民党 | 1998年2月10日 - 2007年5月21日  |                                                                              |
| 代理 | 楊誠璽 |      | 中国国民党 | 2007年5月21日 - 2007年11月28日 | 省政府第一組長が省主席代理を務めた。                                         |
| 11   | 陳景峻 |      | 民主進歩党 | 2007年11月28日 - 2008年5月20日 | 行政院秘書長との兼任                                                         |
| 12   | 薛香川 |      | 中国国民党 | 2008年5月20日 - 2009年9月10日  | 行政院秘書長との兼任                                                         |
| 13   | 薛承泰 |      | 中国国民党 | 2009年9月10日 - 2013年2月18日  | 行政院政務委員との兼任                                                       |
| 14   | 陳士魁 |      | 中国国民党 | 2013年2月18日 - 2013年8月1日   | 行政院政務委員との兼任                                                       |
| 15   | 羅瑩雪 |      | 中国国民党 | 2013年8月1日 - 2013年9月29日   | 行政院政務委員・蒙蔵委員会委員長との兼任                                     |
| 16   | 薛琦   |      | 中国国民党 | 2013年9月30日 - 2014年3月25日  | 行政院政務委員との兼任                                                       |
| 17   | 鄧振中 |      | 無所属     | 2014年3月25日 - 2014年12月8日  | 行政院政務委員との兼任                                                       |
| 18   | 杜紫軍 |      | 無所属     | 2014年12月8日 - 2016年2月1日   | 行政院政務委員との兼任                                                       |
| 19   | 林祖嘉 |      | 中国国民党 | 2016年2月1日 - 2016年5月20日   | 行政院政務委員・国家発展委員会主任委員との兼任                               |
| 20   | 張景森 |      | 無所属     | 2016年5月20日 - 2018年12月31日 | 行政院政務委員・金馬聯合服務中心主任委員との兼任                             |